# Akiptera semiflava
Akiptera semiflava är en skalbaggsart som beskrevs av Saunders 1850. Akiptera semiflava ingår i släktet Akiptera och familjen långhorningar. Inga underarter finns listade i Catalogue of Life.